# (3635) Kreutz
(3635) Kreutz est un astéroïde de la ceinture principale aréocroiseur.

## Description
(3635) Kreutz est un astéroïde aréocroiseur. Il présente une orbite caractérisée par un demi-grand axe de 1,79 UA, une excentricité de 0,08 et une inclinaison de 19,2° par rapport à l'écliptique.

## Compléments